# Quirinus
Ne doit pas être confondu avec Quirinius.
Quirinus est un ancien dieu romain faisant partie avec Jupiter et Mars de la triade précapitoline. Bien que la fête des Quirinalia, célébrée le 17 février en son honneur, ne semble pas remonter au-delà de la première guerre punique, son culte repose sur une tradition très ancienne dont l'origine est contemporaine de l'établissement des trois tribus qui, autour du Palatin, ont constitué la nationalité romaine. Il est néanmoins rapidement éclipsé par celui d'autres dieux et devient, déjà pour les Romains de l'époque impériale, une divinité relativement secondaire.
Les travaux les plus récents rapprochent son culte et sa mythologie d'autres dieux de l'orage indo-européens.

## Étymologie et origines
Quirinus était le nom ou plus probablement l’épithète d'un dieu présenté comme sabin par la tradition, patron de l'une des trois tribus primitives de Rome, celle des Titienses et semblable à Mars avec lequel il fut ensuite identifié. Les Anciens déjà discutaient sur l'origine de son nom : les uns le mettaient en rapport avec Cures, ville de la Sabine située au nord de Rome, sur la frontière du Latium ; les autres avec curia, nom désignant la division des tribus primitives dont Quirinus aurait été le protecteur ; d’autres, enfin, avec quiris, qui, en langue sabellique, signifiait « lance » et qui aurait formé Quirites, titre d'honneur donné aux citoyens qui avaient le privilège de porter les armes. Pour le Dictionnaire des Antiquités grecques et romaines (1919) rédigé par Joseph-Antoine Hild (1845-1914), l'hypothèse la plus plausible parait être la dernière ; la lance était, en effet, l'attribut ordinaire de Quirinus, comme elle est celui de Mars et aussi de Janus, qui tous deux sont appelés Quirinus.
Paul Kretschmer propose néanmoins en 1920 une étymologie différente. Quirinus serait issu de *couirino- (*co-uirio- + suffixe) et serait « le dieu de l’ensemble des hommes »,. Cette étymologie est acceptée par la plupart des auteurs postérieurs.
Georges Dumézil conteste l'interprétation « lance », considérant pour des raisons étymologiques et lexicologiques, que le son /qu/ ne peut être d'origine sabine, et lui préfère le sens de curia. Pour lui, Quirinus, aux côtés de Jupiter et de Mars, fait partie de la triade précapitoline et y incarne la fonction de production et de reproduction,. Quirinus serait, de fait, inséparable aussi bien de l'organisation des curies que du nom des Quirites. La plupart des historiens actuels ne croient plus au caractère sabin de Quirinus, qui serait venu dans la tradition de rapprochements étymologiques fallacieux, notamment avec le nom de la ville sabine de Cures.
Une série de dédicaces et de graffiti votifs découverts à Sulmona dans l'ancien Samnium au début des années 1980 a relancé le débat. Patrice Lajoye suggère que Quirinus pourrait  appartenir à une longue série de théonymes bien étudiés par divers linguistes, issus de *per-/*per-g- ; « frapper ». De ce fait, il le rapproche du dieu balte du tonnerre Perkūnas, du Parjanya védique et du Perunъ slave. Le mot n'aurait été raccroché que plus tard, par étymologie populaire, à curia et à ses dérivés. Il n'exclut pas un lien étymologique avec la lance, celle-ci étant alors la « frappeuse », sens attendu pour une arme de jet.

## Attributions
Lui et son flamine prennent soin des grains depuis la veille de leur maturité jusqu'à leur torréfaction, en passant par leur mise en réserve.

## Romulus divinisé

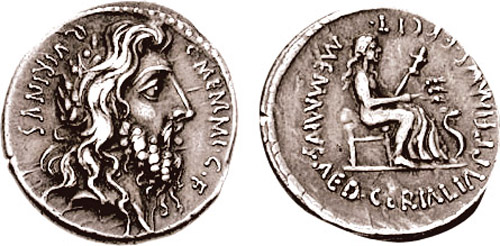
Denier représentant Quirinus à l'avers et Cérès trônant au revers, une commémoration par un monnayeur en 56 av. notre ère des Cerealia présenté par un ancien Gaius Memmius comme édile

Finalement, le dieu latin s’est volatilisé pour être identifié avec Romulus divinisé. Tite-Live relate ainsi la légende : après la mort de Romulus — une mort suspecte, il a disparu dans un orage — les sénateurs dirent qu'il avait été enlevé au ciel par Mars son père. Le peuple n'y crut pas et demanda des preuves. C'est alors qu'un citoyen digne de foi déclara qu'il avait vu en songe Romulus qui lui avait dit qu'il désirait être adoré sous le nom de Quirinus. Alors, le peuple se calma et se mit à l'adorer comme protecteur de la cité.
Quirinus a formé Quirinalis, adjectif qui désigne tantôt un des trois grands flamines tantôt le Quirinal, la résidence primitive de la tribu des Titienses, redevable de son nom au roi Titus Tatius le Sabin. Cette colline, toutefois, ne fut ainsi désignée que postérieurement à la division de la ville par régions sous Servius Tullius, où elle s'appelait simplement Collina,. Dans la vallée qui la sépare du Viminal, et faisant face à cette dernière, existait un sanctuaire de Quirinus dont l'antiquité est attestée par la place qu'il occupe parmi les stations où s'arrêtait la procession des Argées. C'est ce sanctuaire qui donna son appellation à la colline tout entière ; le changement, suivant toute probabilité, se fit au IIIe siècle av. J.-C. À cette époque, et plus anciennement encore, Quirinus, avec le titre de Pater, figurait dans des formules d'invocation aux dieux appelés collectivement di indigetes : Jane, Jupiter, Mars, Pater Quirine, Bellona, etc.
Dans la procédure de déclaration de guerre, Quirinus est invoqué. Que vient-il ajouter à Jupiter ? Il serait Romulus divinisé et donc le fondateur même de Rome. Mais Quirinus n'est pas que cela : il est aussi un dieu indubitablement guerrier, dont le nom pourrait découler de curis (lance), et qui était souvent représenté avec cette arme. Ainsi, comme le dit A. Magdelain, il est « le dieu de la paix armée, autrement dit de la guerre quand elle sommeille ».
À quelle époque le nom Quirinus, au lieu de désigner un dieu distinct ou de s'appliquer en tant que vocable, au Mars des Sabins, comme Gradivus appartient à celui des Ramnes, a-t-il été donné à Romulus ? S'il était prouvé qu'une inscription de Pompéi où le fondateur de Rome, fils de Mars, est appelé Quirinus, est la reproduction de celle qui ornait le piédestal de la statue que ce dieu avait au Capitole, on pourrait faire remonter l'identification au IVe siècle av. J.-C. Mais la chose est simplement probable, sans plus.
Deux autres inscriptions, l'une de l'an -236, l'autre de -204 ou de -191, ont été trouvées sur le Quirinal. Sur la première, Mars est invoqué sans vocable, la seconde lui donne celui de Quirinus : l’identification parait s’être effectuée dans l'intervalle. Le poète Ennius (-239 ± -169) chante l’apothéose de Romulus, couramment exploitée seulement par les poètes du siècle d'Auguste : on peut en induire que le vocable de Quirinus devint la propriété du héros indigète Romulus, fils de Mars. Alors, le vieux Quirinus ne fut plus qu’un souvenir archéologique. Theodor Mommsen dit que, sauf l'inscription de l'an -204, il n'y a aucun témoignage positif pour affirmer la substitution de Mars lui-même au Quirinus primitif.
Georges Dumézil fait remarquer que cette assimilation de Romulus à Quirinus ne pouvait que plaire à la dynastie naissante des Iulii et servait son dessein : rapprocher les origines troyennes de Rome des origines latines. En effet, dans ce qui deviendra la vulgate de l'apothéose du fondateur de Rome, le garant qui eut la vision du nouveau dieu porte le nom doublement suspect de « Proculus Julius ». Cet Albain est témoin de la prétention de la gens Julia qui se disait originaire d'Albe. Pour cette raison, Il est peu probable que ce récit soit antérieur au début du premier siècle avant notre ère.

## Culte
La fête des Quirinalia, le 17 février, coïncide avec la période où commençait à souffler le Favonius et dont on datait le printemps en Italie. Elle coïncidait avec le dernier jour des Fornacalia, la Fête des fous, Stultorum Feriae. Nous n'avons aucun détail sur les pratiques propres aux Quirinalia. Ovide les rattache à la fondation du temple qui donna son nom à la colline du Quirinal. Quant à la dédicace, elle était l'objet d'une fête spéciale fixée au 19 juin.
L'édifice, un des plus anciens de Rome, avait été restauré en -293 par le consul Lucius Papirius Cursor, qui en avait fait un monument magnifique pour l'époque avec les dépouilles prises sur les Samnites,. Tombé en ruines, comme beaucoup d'autres sanctuaires consacrés aux dieux primitifs, il fut relevé par Auguste en 16 av. J.-C. Quirinus avait, à Rome, d'autres temples, un notamment auprès de la porte qui lui était redevable de son nom.
On ne trouve aucune trace de son culte ailleurs en Italie, encore moins dans les lointaines provinces.

## Iconographie
Il n'existe aucune représentation figurée de Quirinus ; seule sa tête fut représentée sur des monnaies de la gens Memmia et son nom se trouve sur des monnaies de la gens Fabia qui, à l'époque de l'invasion gauloise, offrait des sacrifices au dieu sur le Quirinal.